# Еон (геологија)
Еон представља најкрупнији део поделе геолошког времена. За разлику од историјског времена које обрађује само време у коме је постојао човек геолози су дефинисали геолошко време које представља укупно протекло време, период времена од настанка Земље до данас.

## Подела
Поделе геолошког времена се врше на основу неких крупних догађаја, односно крупних промена, који су се догодили на Земљи.
Подела геолошког времена на еоне идући од најстаријег ка најмлађем:
- Хадајк
- Архаик
- Протерозоик
- Фанерозоик

Истраживања историје Земље су сталан посао геолога широм света. Тако да и сама подела геолошког времена није коначна већ се она временом мења и дограђује, а пре свега потврђује конкретним доказима .